# Муцзи (язык)
Муцзи или бокха (Black Muji, Hei Muji, Muji, Paotlo, Phula, Phuli, Shaoji Phula, Sifter Basket Phula) — язык, на котором говорит народ фула в Китае (провинция Юньнань, севернее графства Пинбянь, городок Байхэ, также в городках Ваньтан и Байюнь). Имеется несколько языков с названием muji.